# Storie di pirati
Storie di pirati è una raccolta di racconti di Arthur Conan Doyle, pubblicati nel 1922 e riproposti in lingua italiana da Donzelli Editore nel 2012.

## Trama
Il protagonista è il capitano Sharkey, un eroe feroce e coraggioso, furbo e crudele, ladro e gentiluomo, che col suo agile brigantino Happy Delivery e con una ciurma di efferati e crudeli delinquenti, pronti ad ogni impresa, terrorizza passeggeri ed equipaggi che osano solcare il mare, sia nella traversata atlantica che intorno alle coste dell'Africa.

### Il ritorno a casa del governatore di Saint Kitt
Giunto a Saint Kitt, John Scarrow, capitano della nave mercantile Morning Star, viene a sapere che il famigerato pirata Sharkey è stato catturato ed è destinato alla forca. Scarrow viene dunque incaricato di trasportare il governatore dell'isola fino in Inghilterra. Solo successivamente Scarrow si rende conto che il governatore è in realtà Sharkey travestito, il quale riesce a fuggire e a dileguarsi su una scialuppa.

### I rapporti del capitano Sharkey con Stephen Craddock
Un vecchio boscaiolo caduto nelle mani dei pirati, i quali, stranamente, lo avevano lasciato libero senza danni, rivela al governatore della Giamaica che l'Happy Delivery stava carenando a Torbec, nella parte sud-occidentale di Hispaniola, mentre Sharkey e quattro uomini si davano alla pirateria sull'isola di La Vache. Immediatamente viene organizzata una spedizione per catturare Sharkey, capitanata da Stephen Craddock, uomo austero e pericoloso. Il piano è giungere a La Vache, con la White Rose, nave gemella della Happy Delivery: in questo modo Sharkey la scambierà per la sua nave, e salirà a bordo di sua spontanea volontà, andando incontro alla sua rovina. Tuttavia, quando la nave getta l'ancora nella baia di La Vache, nessun segnale giunge dalla terraferma. Craddock allora decide di scendere a terra per trovare indizi che Sharkey e i suoi uomini fossero ancora sull'isola. Durante l'esplorazione dell'isola, incontra un indiano caraibico, dal quale viene a sapere che i pirati si sono accampati ad un giorno di cammino dal mare; trovando l'accampamento deserto, decide di tornare alla nave. Salito a bordo, l'amara sorpresa: l''Happy Delivery, tornata dal carenaggio, aveva assalito e affondato la White Rose. Craddock cade dunque preda della stessa trappola che lui stesso aveva architettato: scambiando la sua nave per quella dei pirati, si era consegnato nelle loro mani. Sharkey decide di sfruttare questa opportunità per assaltare Kingston, fingendosi Craddock di ritorno dalla sua missione. Tuttavia, Craddock riesce a comunicare la verità alla folla del porto, sacrificando la propria vita.

### Il flagello di Sharkey
L'Happy Delivery si trova nello Stretto delle Isole Sopravento, in attesa che gli alisei portino qualche ricco ed indifeso vascello. Passata una settimana, l'equipaggio del brigantino svela il suo malcontento al capitano Sharkey, preparandosi ad ammutinarsi. Proprio nel momento di massima tensione, appare alla vista un enorme veliero a tre alberi. Arrembata la nave, i prigionieri vengono radunati sul ponte, dove vengono uccisi uno per uno; l'unica sopravvissuta è una giovane ragazza, Inez Ramirez, che viene requisita da Sharkey. Durante una bevuta tra Sharkey, il timoniere ed il medico, animata dalla presenza della ragazza, si scopre che in realtà essa è una lebbrosa, e che ha contagiato il capitano. Allora la ciurma decide di abbandonare entrambi su una scialuppa, lasciandoli alla deriva.

### Come Copley Banks assassinò il capitano Sharkey
Copley Banks è uno dei principali mercanti di zucchero delle Indie Occidentali. Quando Sharkey uccide tutta la sua famiglia di ritorno dall'Inghilterra, decide di farsi pirata, e di navigare sotto la bandiera nera in quanto capitano della Ruffling Harry. Navigando nei pressi di Cuba, incontra Sharkey, con cui stringe amicizia. Pian piano riesce ad ottenere la sua completa fiducia. Allora, una sera, invitato Sharkey sulla sua nave, riesce a catturarlo e ad ucciderlo, attuando la sua vendetta.

### La Slapping Sal
Due fregate, rispettivamente inglese e francese, stanno dando battaglia nei pressi di un'isola. La Slapping Sal, una nave pirata, interviene nello scontro, sacrificandosi per salvare la nave britannica. Increduli, il capitano e il secondo della fregata identificano un berretto scarlatto tra i relitti del brigantino, scoprendo che il capitano era inglese e che era morto difendendo la sua patria.

### Un pirata di terra. Un'ora colma di vita gloriosa
Sir Henry Hailworthy viene truffato dal banchiere Wilde. Dunque, una sera, decide di derubarlo a bordo della sua auto, una nera Rolls-Royce. Per evitare di essere accusato del furto, agisce come un ladro comune, derubando altre persone lungo la strada. Viene smascherato la mattina dopo dalla prima persona in cui si imbatte, un ragazzo di nome Barker, al quale spiega il motivo della sua azione.

## Edizioni
- Arthur Conan Doyle, Storie di pirati, Roma, Donzelli editore, 2012,  p. 129, ISBN 978-88-6036-694-8.